# William J. Lemp Brewing Company

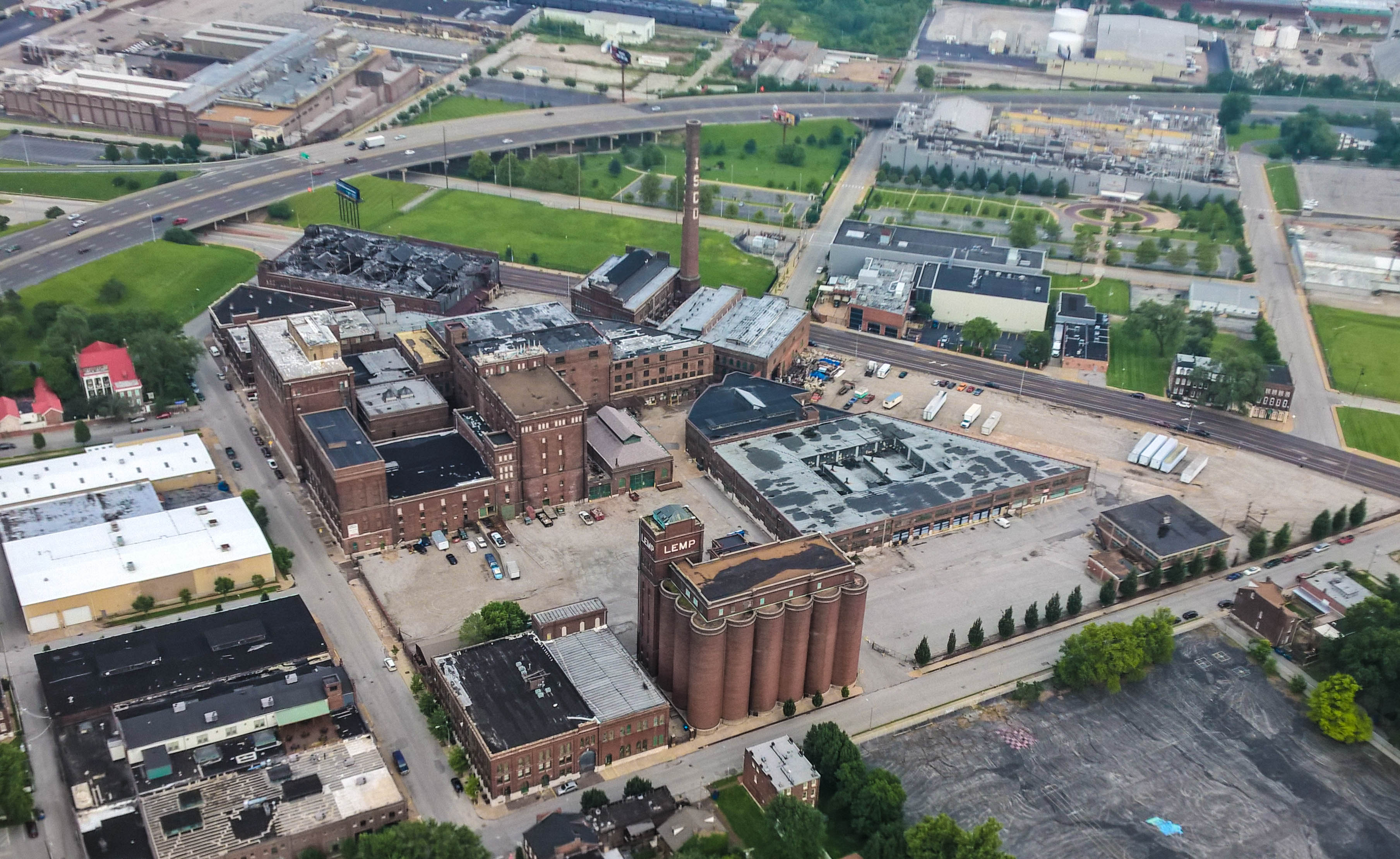
Luftaufnahme der Lemp-Brauerei in St. Louis

Die William J. Lemp Brewing Company ist eine ehemalige US-amerikanische Brauerei in St. Louis. Sie wurde im Jahr 1840 gegründet und zu Beginn der Prohibition geschlossen. Auf dem Höhepunkt ihres Erfolgs war die Lemp-Brauerei die drittgrößte Brauerei in den USA.

## Geschichte

### Gründung und Marktetablierung
Im Jahr 1836 emigrierte der Deutsche Johann Lemp nach Amerika. Nach einem Aufenthalt in Cincinnati ließ er sich 1838 in St. Louis nieder, wo er einen Kaufladen betrieb. Ihm fiel auf, dass seine Kunden vor allem wegen seines selbstgebrauten Lagerbiers bei ihm einkauften, welches sich in Geschmack und Farbe deutlich von englischen Ales und Porters unterschied, welche die in St. Louis vorherrschenden Biertypen waren. Die große Anzahl deutscher Einwanderer in der Gegend um St. Louis bot gutes Marktpotenzial für deutsches Bier und führte zu seinem Entschluss, den Laden zu verkaufen und eine eigene Brauerei zu eröffnen.
1840 gründete Lemp die Western Brewery mit angeschlossenem Wirtshaus in der Nähe des Grundstücks, auf welchem sich heute der Gateway Arch befindet. Das Produktionsvolumen zu dieser Zeit lag bei einem Jahresausstoß von etwa 100 Barrel. Zur Lagerung des Biers nutzte er einen von seiner Brauerei entfernt liegenden Teil des sich unter St. Louis befindlichen Höhlennetzwerks, welches konstant niedrige Temperaturen aufwies. Teile dieser Höhlen wurden mit Ziegelsteinen und Stützbögen ausgebaut, um Wassereinfluss zu verhindern. Die unebenen Böden wurden mit Ziegelsteinen begradigt. 
Johann Adam Lemp leitete die Geschäfte bis zu seinem Tod im Jahr 1862. Sein Sohn William übernahm die Brauerei.

### Aufstieg bis zur Jahrhundertwende
Zwei Jahre lang leitete William das Unternehmen gemeinsam mit einem Geschäftspartner als William J. Lemp & Co. Dann kaufte er dessen Anteile auf. Da der Jahresausstoß bereits auf 26.000 Barrel gestiegen war, musste die Brauerei erweitert werden. Es wurde das Grundstück, welches sich direkt oberhalb der Höhlen-Lagerräume befand, erworben. Damit wurden zwei Probleme gelöst: Einerseits konnte ein größerer Brauereikomplex errichtet werden (1864), andererseits entfiel der Transportweg zwischen Brauerei und Lagerraum. Zwischen der Brauerei und dem Haus der Lemp-Familie befand sich zudem ein Verbindungstunnel, welchen sie für ihren täglichen Weg zur Arbeit verwendeten.
Unter William Lemp entwickelte sich das Unternehmen zur größten Brauerei im St. Louis der 1870er Jahre. Innovationen wie die Einführung einer eigenen Abfüllanlage, maschineller Kühlanlagen, eines eigenen Eisenbahntransportbetriebs sowie Kühlwagen sorgten dafür, dass das Produktionsvolumen stark anstieg. Gleichzeitig wurde der Werbeaufwand für Lemp-Bier erhöht: Markennamen, Symbole und Logos wurden in vermehrtem Maße lokal und regional eingesetzt. Auszeichnungen auf nationalen und internationalen Wettbewerben wie der Centennial Exhibition und der Weltausstellung Paris 1878 kamen den Werbeanstrengungen zugute. Bis zum Jahr 1886 wurde ein jährlicher Ausstoß von 300.000 Barrel erreicht und Lemp-Bier national und international über firmeneigene Vertriebsstellen distribuiert. 
1892 wurde die Brauerei in William J. Lemp Brewing Company umfirmiert – William Lemp wurde Präsident, seine Söhne William Jr. Vizepräsident, Louis Betriebsleiter, Charles Schatzmeister und Frederick Assistent des Betriebsleiters. Nur drei Jahre später war die Lemp-Brauerei die achtgrößte in den USA. 

### Jahrhundertwende und Niedergang
1904 nahm sich William Lemp nach zwei Trauerfällen das Leben. Sein Sohn William Jr. übernahm das Unternehmen. Zu dieser Zeit war die Brauerei die drittgrößte in den USA und damit auf dem Höhepunkt ihres Erfolgs. Dieser hielt weiterhin an, obwohl William Jr. die Produktionsmittel nicht auf modernem Stand hielt, was die Produktion von Lemp-Bier im Vergleich zum größten Konkurrenten Anheuser-Busch zunehmend ineffizient werden ließ.
Mit dem Beginn der Prohibition im Jahr 1920 setzte der Niedergang der Lemp Brewery ein. Wie viele andere Brauereien versuchte man zunächst, ein den Prohibitionsgesetzen genügendes niedrigalkoholisches Leichtbier zu verkaufen. Trotz der hohen Qualität des Produkts „Cerva“ konnte nicht genug Umsatz generiert werden, um die Fixkosten der Brauerei zu decken. Die vielen anderen Beteiligungen der Lemp-Familie und die Schwierigkeit, in einer von anti-alkoholischen Gesetzen geprägten Zeit als Brauer zu arbeiten, führten schließlich dazu, dass die Lemp-Familie das Interesse verlor, die Brauerei weiter zu führen.
Noch im selben Jahr wurde die Brauerei geschlossen und die Tochterfirma Falstaff an einen Freund der Familie verkauft. Es gab keine offizielle Ankündigung der Schließung. Zwei Jahre später wurde der Brauereikomplex zu einem Bruchteil seines Werts versteigert. Die International Shoe Company kaufte dabei den größten Teil des Geländes und baute es zu einer Schuhfabrik um. 

### Nachkriegszeit und aktuell
Im Jahr 1939 wollte William J. Lemp III das Unternehmen und die Biermarken wiederbeleben. Er ließ die Central Brewing Company, welche sich zu William J. Lemp Brewing Company umbenannte, Lemp-Bier unter Lizenz brauen. Trotz anfänglichen Erfolgs konnte sich das Bier nicht mehr auf dem Markt behaupten. Die Ems Brewing Company übernahm die Lizenzrechte bis zum Jahr 1945. 1949 wurde sie als Tochterfirma der Falstaff Brewing Company geschlossen.
Lemp-Bier wird heute unter Lizenz von der Stevens Point Brewery gebraut. 

## Selbstmorde in der Lemp-Familie
Die Lemp-Familie errang düstere Bekanntheit in St. Louis und Umgebung, nachdem sich vier Familienmitglieder das Leben nahmen:
- William Lemp, Sohn des Firmengründers Johann Adam Lemp, erschoss sich am 13. Februar 1904, nachdem innerhalb weniger Jahre zwei ihm wichtige Menschen gestorben waren: Sein Sohn Frederick († 12. Dezember 1901) und sein Freund Frederick Pabst († 1. Januar 1904).
- Elsa Wright (geb. Lemp), Tochter von William Lemp, erschoss sich nach Eheproblemen und Depressionszuständen am 20. März 1920.
- William Lemp Jr., Sohn von William Lemp, erschoss sich am 29. Dezember 1922, nachdem die Brauerei geschlossen und verkauft werden musste.
- Charles Lemp, Sohn von William Lemp, erschoss sich am 10. Mai 1949.

Aus diesem Grunde ranken sich Spukgeschichten um das einstige Familienhaus. Es wurde in mehreren amerikanischen Fernsehshows als von Geistern heimgesucht dargestellt.

## Brauereigelände
Der Komplex blieb bis in die frühen 1980er Jahre im Besitz der International Shoe Company. Diese riss im Lauf der Zeit einige Gebäude nieder und errichtete neue – der Großteil des Komplexes ist jedoch noch im ursprünglichen Zustand. Heute besteht der Lemp Brewery Complex aus 27 Gebäuden. Das Hauptgebäude wird nicht genutzt. Die anderen Gebäude beherbergen Büros, Lagerräume, Kunststudios und kleinere Produktionsstätten. Während der 1990er wurden die Kellerräume als Spukhaus (eng. „haunted house“) während Halloween-Saison verwendet. Das Gebäude befindet sich an der nach der Familie benannten 3500 Lemp Avenue.